# النسناس (أسطورة)
النسناس هو نوع من القرود صغيرة الجسم، ويطلق الاسم كذلك على كائن خرافي أو نوع غريب من البشر لهم خلق مغيّر، ويقال: إِن وجوههم في صدورهم، وقيل: إِن الواحد منهم يثب على رجلٍ واحدةٍ. وفي كتاب مختار الصحاح: (النَّسْنَاسُ) جِنْسٌ مِنَ الْخَلْقِ يَثِبُ أَحَدُهُمْ عَلَى رِجْلٍ وَاحِدَةٍ، وذكرت هذه الدابة أيضاً في كتاب المعارف وكتاب سير أعلام النبلاء وكتاب المستطرف في كل فن مستظرف وكتاب غريب الحديث لابن الجوزي بأنها دابة وهمية على شكل الإنسان، كما ذكرت أمة النسناس في بعض الروايات في الحديث النبوي، حيث روي عن أبي هريرة بسند ضعيف أنه قال: ذهب الناس وبقي النسناس، فقيل لهُ: وما النسناس قال: هم يأجوج ومأجوج. وقال ابن الأثير: هم يأجوج ومأجوج، وقيل: خلق على صورة الناس أشبهوهم في شيء وخالفوهم في شيء، وليسوا من بني آدم، وقيل: هم من بني آدم.

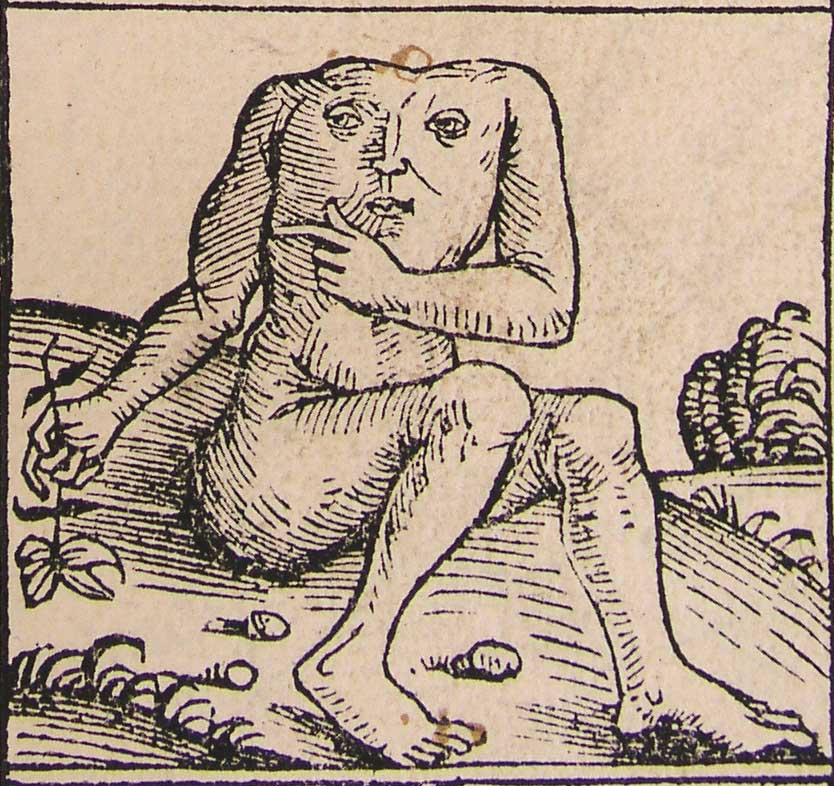
نوع من النسناس وهو كائن خرافي بلا رأس ووجهه في صدره

ولقد ورد ذكر هذه المخلوقات في التراث اليوناني بأنها كائنات تشبه القزم أسطورية وذات قدم واحدة كبيرة ممتدة من ساق تتركز في منتصف أجسامها. وتسمى بأسماء عدة في اللغة اليونانية منها (monopod) يعني «قدم واحد» والظل (skiapod)، والقدم (δεςοδες).
وذكر الكاتب اليوناني هيرودوت الذي عاش في القرن الخامس قبل الميلاد: (كانت هناك قبيلة من الرجال بلا رؤوس، وبدلًا من ذلك، كانت عيونهم وأفواههم على صدورهم)، ولم يكن الوحيد الذي وصف القبيلة بهذا الشكل الغريب، فبعد أكثر من أربعة قرون أصر الكاتب الروماني بليني الأكبر على أنها كانت (حقيقية)، حيث أطلق عليها اسم البليميون وقال إنهم قبيلة بدوية انتقلت منذ ذلك الوقت إلى إثيوبيا، وكانوا متوحشين كليًا، وفي عام 1211، ادعى مستكشف يدعى فيرمز أنه عثر على قبيلة من (رجال بلا رؤوس عيونهم وفمهم على صدورهم)، يعيشون في جزيرة في إثيوبيا، مضيفًا أنه يبلغ طولهم 366 سم، وعلى الرغم من ذلك فلا يوجد دليل على وجودهم حالياً.

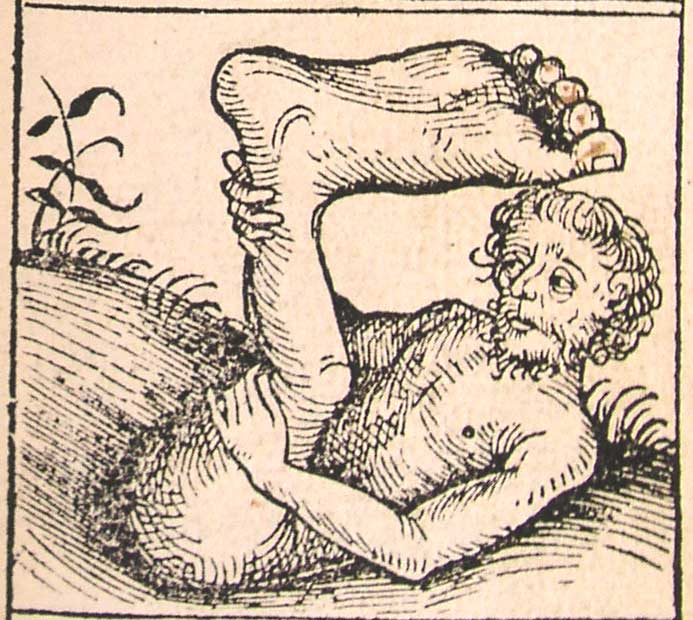
النسناس جنس غريب من البشر له قدم واحدة